# Oliva de Plasencia
Oliva de Plasencia è un comune spagnolo di 283 abitanti situato nella comunità autonoma dell'Estremadura.